# Soltería
Soltería es el estado civil, con reconocimiento legal, en el que se encuentra aquella persona que no tiene cónyuge, esposo/a o pareja sentimental. En este sentido, es la opción contraria al casamiento o matrimonio y el estado civil por defecto o supletorio. A la persona que está en esta situación se la denomina soltero (lat. solitarius) o soltera. Por extensión, el término soltero/a también se aplica actualmente a la persona que no tiene pareja (novia/o). Por tradición, en algunas culturas la mujer (y no el varón) cambia al contraer matrimonio su apellido (apellido de soltera) por otro (apellido de casada) comúnmente el de su pareja.  
El significado por mucho tiempo de la palabra soltero es «el que no se ha casado». Los que estuvieron casados, y luego dejaron de estarlo, su nuevo estatus civil era según su historia. Así, si su pareja falleció, se decía «viuda»; si se divorció, se decía «divorciado»; si se separó, se decía «separado».   
La soltería, a menudo ha sido percibida negativamente, pues se asocia con estereotipos que la vinculan a la soledad no deseada o a un estado emocional deficiente. Históricamente, los roles de género han influido en esta percepción, considerando al hombre soltero como «dedicado al trabajo» y a la mujer soltera como «alguien que no ha cumplido con expectativas sociales».No obstante, estas ideas han sido cuestionadas en años recientes. Hoy, muchas personas solteras disfrutan de una vida plena y satisfactoria, desafiando los estigmas asociados a su estado civil.

## Razones para permanecer en soltería
Existen razones variadas por las que las personas deciden mantenerse solteras. La mayor parte suele valorar el sentimiento de independencia que la soltería entrega en la vida cotidiana. Algunos psicólogos señalan que esta sensación de independencia se atribuye al temor a estar anclados a una «burbuja» producto de una relación que les puede alejar de familiares, amistades y pasatiempos.
Si bien en la actualidad existen muchas formas para conocer a personas nuevas, los expertos suelen indicar que muchos no saben utilizar bien las herramientas actuales. Esto se puede deber a expectativas altas, falta de simpatía para relacionarse socialmente o temor al rechazo por parte de otros.
Algunas de las razones más típicas (y no excluyentes) por las que algunos deciden estar solteros son:
- Falta de confianza en las relaciones con otros
- Inseguridades sobre las propias capacidades
- Priorización de proyectos de vida en solitario
- Percepciones sobre la edad
- Expectativas altas que reducen posibles candidatos
- Experiencias traumáticas en el desarrollo socioemocional (violencia doméstica, manipulación, agresión sexual y/o violación)
- Razones de trastornos al neurodesarrollo que dificultan el relacionamiento con otros
- Orientaciones afectivas tales como la demisexualidad o la asexualidad que pueden dificultar la aproximación a entablar relaciones románticas.

## Soltería por país

### España
En España la declaración del estado civil de los ciudadanos españoles está a cargo del Registro Civil. Esta entidad es de carácter pública, y tiene como finalidad mantener un registro de la calidad civil de las personas (nacimiento, identidad, filiación, nacionalidad, entre otras). En España, el estado civil puede afectar diversos aspectos de la vida, desde impuestos hasta derechos de propiedad y rol en la familia.Para el año 2021, según el Instituto Nacional de Estadística (INE), había un número aproximado de 14 millones de solteros. Este número ha marcado una nueva tendencia en la actualidad, donde ser soltero ya no es visto de forma despectiva por la cultura española, sino más bien algo normal, incluso llegando a casos en donde se elogia la libertad que viene asociada a este estado civil.No obstante, la soltería para algunos sigue siendo motivo de desdicha económica, siendo España un país donde las rentas personales difícilmente cubren todas las necesidades de forma plena. Esto ha hecho que se defienda la idea de que España sigue siendo un país pensado para la vida en pareja y familiar. Esta situación también explica por qué en España los jóvenes viven hasta una alta edad en las casas de sus padres o el que muchos adultos vuelvan a vivir con estos.

### Argentina
En Argentina la acreditación del estado civil de soltería se hace mediante una constancia negativa de matrimonio.La vida en pareja, ya sea en régimen de convivencia (unión civil) o matrimonio, sigue estando asociada a beneficios estatales.A pesar de la legalidad, la soltería en Argentina va al alza, y cada vez se erosiona más el estima negativo de estar soltero. Ya en el censo de 2010, la cantidad de solteros superaba a la de casados; solteros (15.652.412), casados (10.785.133). De hecho, desde el año 2007 en Argentina se conmemora el Día del Soltero un día antes de San Valentín. Esto con motivo de homenajear a las personas que deciden vivir libres de estigmas sociales y culturales de antaño.No obstante, la vida en soltería en Argentina se ha hecho cada vez más difícil debido a los altos costes de cubrir las necesidades del hogar. Ya en 2023, una persona soltera dedicada al rubro informal necesitaba trabajar al menos 25 días para cubrir la Canasta Básica Alimentaria, y hasta 54 días para cubrir la Canasta Básica Total, mientras que para los trabajadores privados, fue de 13 y 28 días respectivamente.

### Chile
En Chile, el estado civil está definido en el artículo 304 del Código Civil, como la calidad de un individuo, en cuanto lo habilita para ejercer ciertos derechos o contraer ciertas obligaciones civiles. El estado civil, está definido según la legalidad del país, como un atributo de la personalidad que le es propia a toda persona natural.Según el artículo 305 del Código Civil, el estado civil se acredita mediante terceros a través de las respectivas partidas de matrimonio, de muerte, y de nacimiento o bautismo.Durante 2014, se discutió en instancias políticas la estandarización del estado civil de soltería en Chile, esto ya que era reconocido solo en ciertos artículos legales. Desde entonces, el Registro Civil se hace cargo de la emisión de este tipo de certificados, los que desde el año 2024 son totalmente online y gratuitos.En Chile, al igual que en otros países, la soltería se ha vuelto una tendencia que va al alza. En 2020, el 51% de los chilenos y chilenas declararon no tener pareja de acuerdo a una encuesta realizada por la consultora GfK.Esta tendencia ya venía en aumento desde la década de 2010, cuando en el censo de 2012 más del 47% de chilenos declararon estar solteros frente a un 44% que declararon estar casados, liderando además la lista de países de la OCDE con más personas solteras.

### Colombia
En Colombia el estado civil de la persona mantiene tanto garantías como derechos y deberes. La Constitución de 1991 rescata el Estatuto del Registro del Estado Civil de las personas, el cual señala en su artículo 1 que el estado civil de una persona representa su situación jurídica en la familia y en la sociedad, lo cual fija su capacidad para el ejercicio de ciertos derechos y sujetarse a ciertas obligaciones.En Colombia existen dos estados civiles reconocidos: solteros o casados. Sin embargo, cada uno de ellos a la vez tiene dos subdivisiones: los solteros pueden ser solteros sin unión marital de hecho o solteros con unión marital de hecho, este último se encuentra regulado por la Ley 54 de 1990 modificada por la Ley 979 de 2005. Para probar el estado civil de la persona, existe el registro civil el cual es indivisible, indisponible, imprescriptible.En el año 2020 se creó el certificado digital de estado civil, el cual se encuentra disponible en el sitio web de la Registraduría Nacional, esto con el motivo de ceñirse al uso de las TIC y modernizar el servicio público.Al igual que en otros países, en Colombia la soltería va al alza, así lo señalan los datos del DANE (2020), donde el 43% de la población de Bogotá, capital del país, se encuentra soltera. Asimismo, la encuesta del DANE «Soledad en Colombia» demostró que el 79,7 % de las personas que viven solas declaró no tener pareja o cónyuge.Como curiosidad, en el municipio de Chaguaní, Cundinamarca, se celebra el Festival del Soltero desde 1972. Esta fiesta busca honrar la soltería a través de concursos, bailes y comparsas diseñadas para el gozo colectivo, pero sobre todo, dar a conocer las tradiciones culturales de la zona.

## Neosoltería
El término neosoltero se utiliza desde el decenio de los 90, sobre todo desde que lo usó la escritora española Carmen Alborch en su libro Solas: gozos y sombras de una manera de vivir, el cual define un «nuevo» estado civil por convicción de la persona cuya prioridad es el bienestar emocional, profesional y económico, mas no el sentimental, es decir, el de tener noviazgo o pareja estable.
En algunas sociedades, de forma peyorativa y vulgar, a la persona que envejece o llega a la madurez en estado de soltería se la denomina solterón o solterona.Así también, los calificativos «solterón» y «solterona» han estado suscritos a un sesgo de género, esto debido a que se suele considerar que es solterón aquel hombre que se niega a desprenderse de sus libertades que le entrega la soltería, mientras que la solterona suele considerarse a aquella mujer que no ha logrado cumplir con roles patriarcales que debería cumplir (cuidado del hogar y crianza de niños). No debe confundirse tal estado con el celibato (quienes están en este estado se les llama célibes), ya que esto se trata de una renuncia voluntaria al hecho de tener pareja por cuestiones vocacionales, principalmente religiosas.

## Aplicaciones de citas
Los servicios de citas son un servicio especialmente dirigido y publicitado para solteros. En las últimas décadas han proliferado un sinnúmero de apps de citas tales como: 
- Tinder
- Happn
- Grindr
- Bumble
- Lovoo
- Badoo
- Skout
- Chask
- Boo

Las aplicaciones de citas combinan principios psicológicos y tecnológicos para optimizar la interacción entre sus usuarios. Estas plataformas están cuidadosamente diseñadas para captar nuestra inclinación natural hacia la conexión humana y la búsqueda de validación, lo que las convierte en herramientas atractivas y altamente utilizadas. Sin embargo, su funcionamiento también puede influir en ciertos patrones de comportamiento, reforzando dinámicas que afectan cómo las personas se relacionan y perciben las interacciones sociales en un contexto digital.